# Personlig branding
Personlig branding beskriver den proces, hvor individer differentiere sig og skiller sig ud fra gennemsnittet ved at identificere og udtrykke deres unikke værdi, uanset om disse er faglige eller personlige. Personlig Branding forsøger at skabe en enslydende sammenhæng mellem en persons udtryk, handlinger og essens.
Målet er at udnytte denne ensartethed til at stå stærkere kommunikativt, uanset om det personlige brand har en lille eller stor platform til rådighed for kommunikation af sit brand og budskab.

## Historie
Udtrykket "Personligt brand" blev brugt første gang i 1997 i augustudgaven af Fast Company Magazine i en artikel af ledelsenguruer. Forfatteren til denne artikel, Tom Peters beskrev, hvordan den enkelte leders udtryk og handlinger var sammenlignelige med virksomhedens ansigt udadtil.